# Bill Pascrell
William James Pascrell , Jr., detto Bill (Paterson, 25 gennaio 1937 – Livingston, 21 agosto 2024), è stato un politico statunitense di origine italiana, membro della Camera dei Rappresentanti per lo stato del New Jersey dal 1997 al 2024.

## Biografia
Nato in una famiglia di immigrati italiani, Pascrell lavorò come insegnante nei licei e nelle università prima di entrare in politica. Dopo l'adesione al Partito Democratico, nel 1987 venne eletto all'interno della legislatura statale del New Jersey, dove rimase per dieci anni.
Nel frattempo, nel 1990 Pascrell riuscì a farsi eleggere anche sindaco di Paterson, sua città natale. Nel 1996 decise di lasciare i due incarichi politici per candidarsi alla Camera dei Rappresentanti contro il deputato repubblicano in carica William J. Martini. Pascrell sconfisse Martini di misura e da allora venne sempre riconfermato nelle successive tornate elettorali.

## Vita privata
Si sposò nel 1962 con Elsie Marie Botto, che gli diede tre figli.